# Ragnar Sellberg
Sven Ragnar Leonard Sellberg, född 28 juni 1902 i Adolf Fredriks församling, död 3 juli 1995 i Götlunda församling, var en svensk industriman och företagsledare. Han grundade företaget Ragn-Sells.

## Biografi
Ragnar Sellberg var son till Amandus Zakarias Leonard Sellberg, som 1881 startade "Sellbergs häståkeri" på Odengatan 45 i Stockholm. Parallellt med åkeriet började Ragnar Sellberg  1928 med sophämtning hos villaägare kring  gården Väderholmen i Sollentuna, där familjen bodde. Efter faderns död år 1933 blev Ragnar Sellberg vd i företaget "Sellbergs" som främst var verksamt i åkeribranschen medan avfallshanteringen var en mindre del trots att man var störst i Sverige på renhållning.
År 1955 förvärvade Ragnar Sellberg egendomen Fittja gård i södra Stockholm. Han hade idéer om att förena sitt naturintresse med företagsverksamheten och planerade att låta bygga en modern trädgårdsstad med gården som centrum. Trots att han lade ner stora resurser på projektet visade det sig omöjligt att genomföra visionen. Han tröttnade till slut och sålde marken 1967 till byggmästare Ernst Ehn och gården till Stockholms stad.
I mitten av 1960-talet hade företaget "Sellbergs" vuxit till en koncern med flera dotterbolag och sammantaget omkring 1 500 anställda. År 1966 bildades företaget "AB Norrtrim" som enbart sysslade med renhållning. 1968 bytte "AZ Sellbergs Åkeri AB" och "AB Norrtrim" namn till "Ragn-Sells AB" med Ragnar Sellberg som vd, en befattning som han innehade till 1973 då han blev styrelseordförande. Sellberg var en aktiv miljödebattör. Som 90-åring skrev han memoarboken "Mitt liv till påseende". Han och hustrun Hildegard omkom i en bilolycka 1995.